# Lamborghini V12
El Lamborghini V12 es un motor V12 de gasolina diseñado por el fabricante italiano Lamborghini, al ser el primer motor de combustión interna producido por dicha empresa. Su producción comenzó en 1963 con la versión de 3464 cm³ (3,5 litros) usado en el 350 GT, el primer automóvil producido por el fabricante.

## Historia

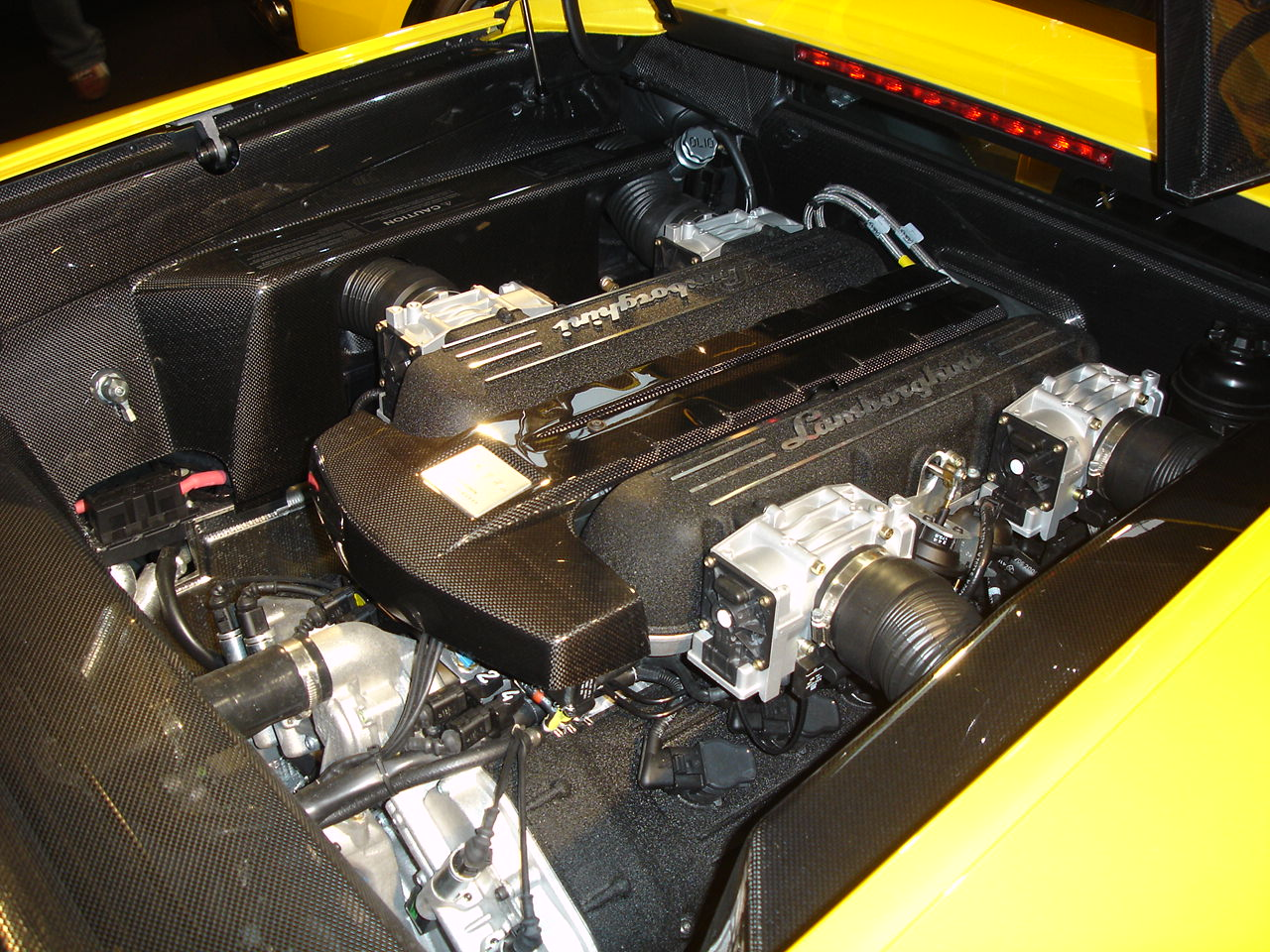
V12 del Murciélago LP640

Cuando Ferruccio Lamborghini se propuso competir con Ferrari, contrató a Giotto Bizzarrini para que diseñara el motor de su automóvil y, según algunas versiones, le pagó una bonificación por cada caballo por encima de la potencia del V12 de Ferrari. El de 3464 cm³ (3,5 litros) terminado con mejoras menores, pasó a convertirse en el de 6496 cm³ (6,5 litros) que equipó al Murciélago LP 640 y completó su vida útil para la firma con la versión final del Murciélago LP 670-4 SuperVeloce.
Hay muchas versiones referentes a la idea de su origen, sugiriéndose que deriva del diseño de un Honda de Fórmula 1, o bien que Giotto Bizzarrini lo basó en su propio diseño de Fórmula 1. Ambos eran V12 de carreras con 1.5 litros y los motores de Lamborghini tienen similitudes con ambos.
El 350 GT estaba equipado con una impresionante mecánica desarrollada internamente bajo la dirección de Giotto Bizzarrini. Cuenta la leyenda que Lamborghini Bizzarrini ofrecía un recargo por cada CV de potencia adicional que se podía sacar del motor. La amplia parte delantera del vehículo albergaba la unidad motriz con la estructura mecánica típica de la época. El V12 de aspiración natural ha sido el epítome de la potencia y la velocidad lineales, que se traduce en deportividad, capacidad de respuesta directa y una conducción sin vibraciones.
En el 400 GT de 1966, la cilindrada se incrementó a 4.0 L con un diámetro y carrera agrandados, resultando en una potencia de 320 CV (316 HP; 235 kW) a las 6500 rpm, con un aumento en la velocidad máxima de 250 a 270 km/h (155 a 168 mph). Este sirvió de base para varios modelos importantes, como el Espada de 1968 con 350 CV (345 HP; 257 kW) y una velocidad máxima de 260 km/h (162 mph), el Islero de 1968 con 330 CV (325 HP; 243 kW), el Jarama de 1970, que inicialmente llegó con 350 CV (345 HP; 257 kW) y luego con 15 CV (11 kW) más en el Jarama S.

## Características
El producto final, con unas pequeñas modificaciones y mejoras, es el mismo motor de 6496 cm³ (6,5 litros) que del Murciélago LP640 y se estimaba que terminara su servicio con la llegada de la versión Murciélago SV.
El V12 fue diseñado desde el principio para ser de tipo DOHC "quatri leva", con dos válvulas por cilindro y dispuesto a un ángulo de 60°. Cuando el prototipo de la versión de 3464 cm³ (3,5 litros) fue probado en 1963, era capaz de producir 375 CV (370 HP; 276 kW) a las 9000 rpm para una potencia específica de 108,3 CV por litro, un hecho sin precedentes en ese momento.
A lo largo de los años, casi ha duplicado su cilindrada, siendo modificadas las cuatro válvulas por cilindro, reemplazándose los carburadores por inyección electrónica de combustible y siendo sustituido el sistema de cárter húmedo por uno de cárter seco. Sin embargo, la unidad del Murciélago tenía un linaje de la F1, inspirado en el diseño de Bizzarrini y su equipo.

## Fórmula 1

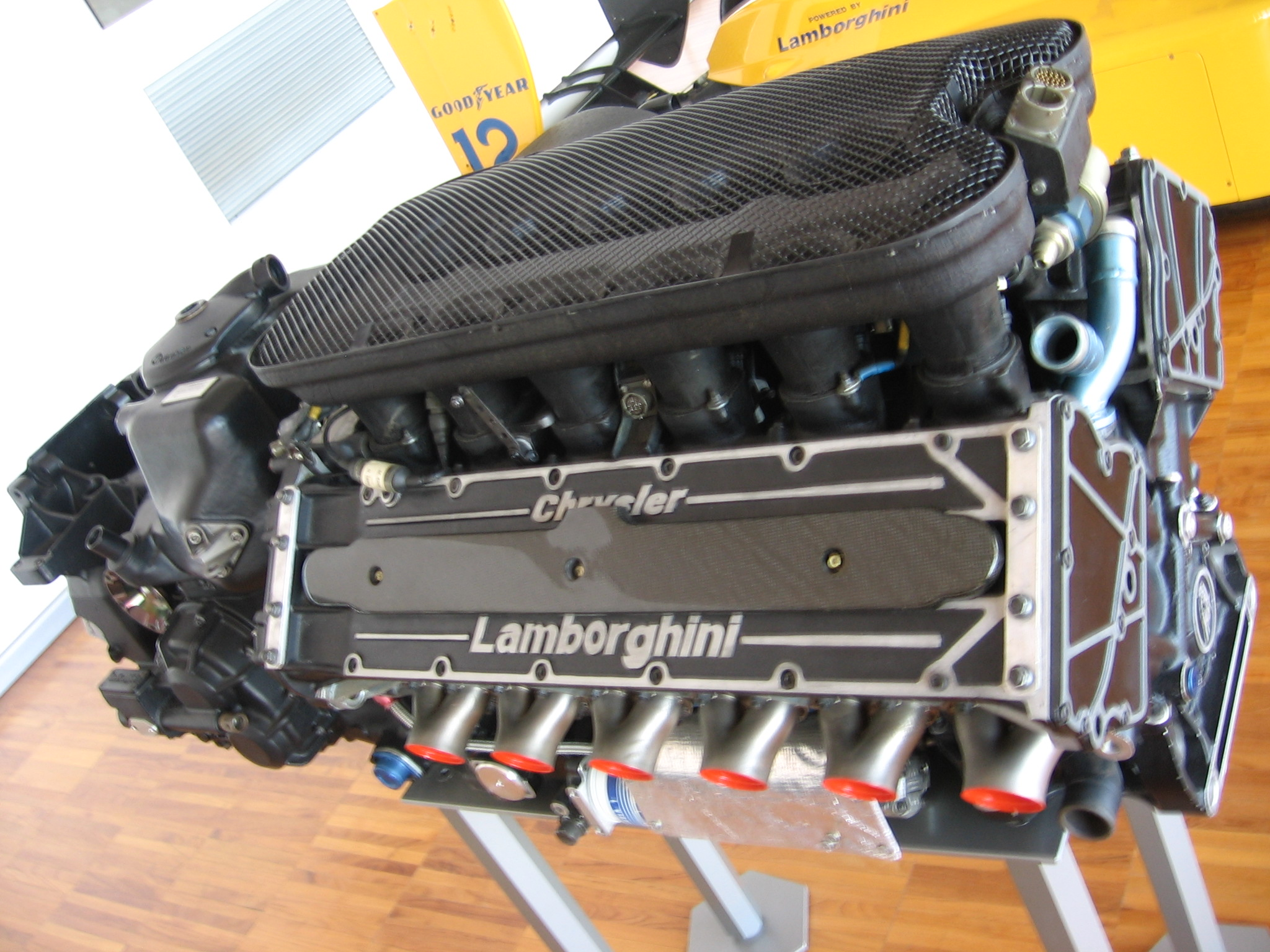
Lamborghini V12 de Fórmula 1

La base de un nuevo equipo Fórmula 1 inició en 1990, con un proyecto de nombre GLAS encabezado por el empresario mexicano Fernando González Luna y el apoyo de Lamborghini Engineering. La firma ya había entrado a la Fórmula 1 dos años atrás como fabricante de motores, pero también quería producir su propio y primer chasis para el campeonato. El diseño fue presentado en el Gran Premio de México de 1990, pero pocos días después González Luna se fugó con el dinero, por lo que luego de esta baja presupuestaria, el equipo fue rebautizado como Modena Team. El Lambo 291 equipado con el Lamborghini V12, hizo su debut en la temporada 1991 de Fórmula 1. Sus pilotos eran: el italiano Nicola Larini, quien ya había competido en Coloni, Osella y Ligier; y el belga Eric van de Poele, subcampeón de Fórmula 3000 Internacional la temporada anterior.
El equipo Minardi F1 Team formó parte de la Fórmula 1 entre 1985 y 2005, en los que ganó reputación a pesar de ser una de las escuderías más humildes de esa categoría. El Minardi 191B en la única temporada de 1992, llevaba un Lamborghini V12.
El equipo fundado por Giancarlo Minardi confió en el V12 creado por Mauro Forghieri, ex diseñador e ingeniero de Scuderia Ferrari, pero la temporada se complicó mucho antes de lo esperado. Gianni Morbidelli y Christian Fittipaldi fueron los pilotos titulares ese año, aunque Alessandro Zanardi sustituyó en tres carreras a este último. El LE3512, por sus siglas Lamborghini Engineering 3.5 litros 12 cilindros en "V" dispuesto a 80°, tenía una cilindrada de 3493 cm³ (3,5 L) y era capaz de alcanzar casi 700 CV (690 HP; 515 kW), aunque probablemente era bastante inferior al inicio de la temporada, lo que fue un impedimento para la competitividad.
Fue el único año de Minardi con motores Lamborghini, ya que en 1993 volvieron con Ford. A finales de ese año, la marca italiana salió de la F1 finalizando con el equipo Larrousse.

## Especificaciones

### Primera generación
| Cilindrada       | Diámetro x carrera             | Relación de compresión | Potencia máxima                                       | Par máximo                                  | Aplicaciones                                             |
| ---------------- | ------------------------------ | ---------------------- | ----------------------------------------------------- | ------------------------------------------- | -------------------------------------------------------- |
| 3464 cm³ (3,5 L) | 77 x 62 mm (3,03 x 2,44 plg)   | 9.5:1                  | 284 CV (280 HP; 209 kW) @ 6500 rpm                    | 325 N·m (240 lb·pie) @ 4500 rpm             | 350 GT                                                   |
| 3929 cm³ (3,9 L) | 82 x 62 mm (3,23 x 2,44 plg)   | 10.2:1                 | 320 a 330 CV (316 a 325 HP) (235 a 243 kW) @ 6500 rpm | 375 N·m (277 lb·pie) @ 4500 rpm             | 400 GT Islero Espada                                     |
| 3929 cm³ (3,9 L) | 82 x 62 mm (3,23 x 2,44 plg)   | 10.7:1                 | 350 CV (345 HP; 257 kW) @ 7500 rpm                    | 394 N·m (291 lb·pie) @ 5500 rpm             | Jarama                                                   |
| 3929 cm³ (3,9 L) | 82 x 62 mm (3,23 x 2,44 plg)   | 10.7:1                 | 385 CV (380 HP; 283 kW) @ 7850 rpm                    | 400 N·m (295 lb·pie) @ 5750 rpm             | Miura P400 SV                                            |
| 3929 cm³ (3,9 L) | 82 x 62 mm (3,23 x 2,44 plg)   | 10.5:1                 | 375 CV (370 HP; 276 kW) @ 8000 rpm                    | 368 N·m (271 lb·pie) @ 5500 rpm             | Countach LP400                                           |
| 4754 cm³ (4,8 L) | 85,5 x 69 mm (3,37 x 2,72 plg) | 9.2:1                  | 380 CV (375 HP; 279 kW) @ 7000 rpm                    | 410 N·m (302 lb·pie) @ 4500 rpm             | Countach LP500 S                                         |
| 5167 cm³ (5,2 L) | 85,5 x 75 mm (3,37 x 2,95 plg) | 9.9:1                  | 455 CV (449 HP; 335 kW) @ 7000 rpm                    | 500 N·m (369 lb·pie) @ 5200 rpm             | Countach LP5000 Quattrovalvole LM002                     |
| 5707 cm³ (5,7 L) | 87 x 80 mm (3,43 x 3,15 plg)   | 10.0:1                 | 492 a 530 CV (485 a 523 HP) (362 a 390 kW) @ 7000 rpm | 580 a 605 N·m (428 a 446 lb·pie) @ 5200 rpm | Diablo Diablo VT 1999                                    |
| 5992 cm³ (6 L)   | 87 x 84 mm (3,43 x 3,31 plg)   | 10.7:1                 | 550 CV (542 HP; 405 kW) @ 7100 rpm                    | 620 N·m (457 lb·pie) @ 5500 rpm             | Diablo VT 6.0                                            |
| 5992 cm³ (6 L)   | 87 x 84 mm (3,43 x 3,31 plg)   | 10.7:1                 | 575 CV (567 HP; 423 kW) @ 7300 rpm                    | 630 N·m (465 lb·pie) @ 5200 rpm             | Diablo GT                                                |
| 6192 cm³ (6,2 L) | 87 x 86,8 mm (3,43 x 3,42 plg) | 10.7:1                 | 580 CV (572 HP; 427 kW) @ 7500 rpm                    | 650 N·m (479 lb·pie) @ 5400 rpm             | Murciélago 6.2                                           |
| 6496 cm³ (6,5 L) | 88 x 89 mm (3,46 x 3,50 plg)   | 11.0:1                 | 640 a 670 CV (631 a 661 HP) (471 a 493 kW) @ 8000 rpm | 660 N·m (487 lb·pie) @ 6000 rpm             | Murciélago LP 640 Reventón Murciélago LP 670 SuperVeloce |

### Segunda generación

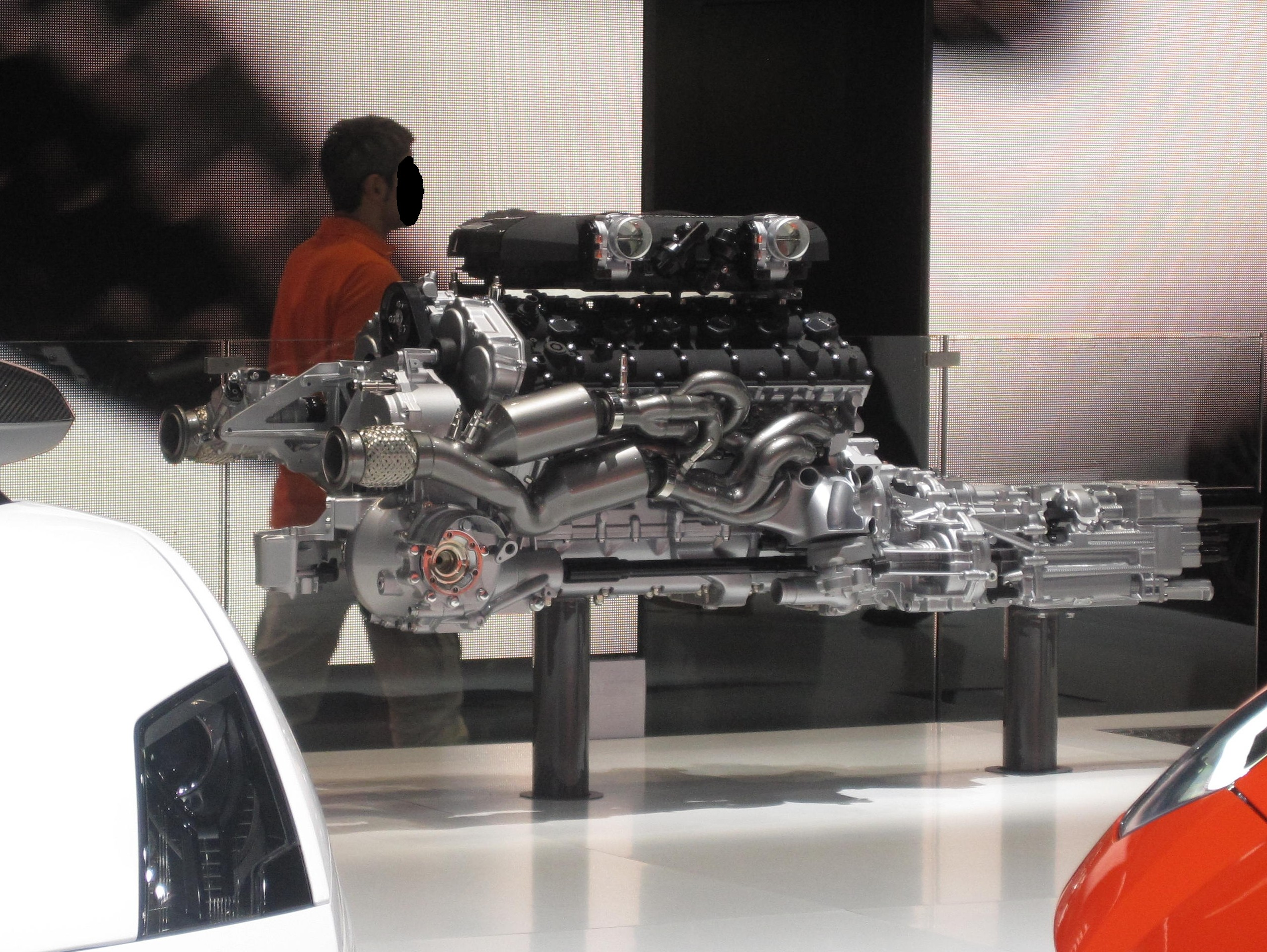
V12 de un Aventador LP 700-4

Esta nueva planta motriz conocida internamente como L539, fue diseñada desde cero para montarse en el Aventador LP 700-4. Tenía que entregar más potencia y par que su predecesor, además de ser más pequeño y ligero para reducir el centro de gravedad. Cuenta con las siguientes dimensiones: una altura de 665 mm (26,2 pulgadas), incluyendo el colector de admisión; 848 mm (33,4 pulgadas) de ancho, incluyendo los colectores de escape; y 784 mm (30,9 pulgadas) de longitud. Su peso total es de 235 kg (518 libras), es decir, alrededor de 1 kg (2,2 libra) por 3 CV de potencia máxima. La cilindrada ha aumentado a 6498 cm³ (6,5 L), con un diámetro x carrera de 95 x 76,4 mm (3,74 x 3,01 plg) y una relación de compresión de 11.8:1.
| Potencia máxima                    | Par máximo                      | Aplicaciones                                 |
| ---------------------------------- | ------------------------------- | -------------------------------------------- |
| 700 CV (690 HP; 515 kW) @ 8250 rpm | 690 N·m (509 lb·pie) @ 5500 rpm | Aventador LP700-4                            |
| 720 CV (710 HP; 530 kW) @ 8250 rpm | 690 N·m (509 lb·pie) @ 5500 rpm | Aventador LP720-4 50 Anniversario            |
| 740 CV (730 HP; 544 kW) @ 8400 rpm | 690 N·m (509 lb·pie) @ 5500 rpm | Aventador S                                  |
| 750 CV (740 HP; 552 kW) @ 8400 rpm | 690 N·m (509 lb·pie) @ 5500 rpm | Aventador LP750-4 SV Veneno                  |
| 770 CV (759 HP; 566 kW) @ 8500 rpm | 720 N·m (531 lb·pie) @ 6750 rpm | Aventador SVJ Centenario LP770               |
| 780 CV (769 HP; 574 kW) @ 8500 rpm | 720 N·m (531 lb·pie) @ 6750 rpm | Aventador LP780-4 Ultimae Countach LPI 800-4 |
| 785 CV (774 HP; 577 kW) @ 8500 rpm | 720 N·m (531 lb·pie) @ 6750 rpm | Sián FKP 37                                  |
| 830 CV (819 HP; 610 kW)            | 832 N·m (614 lb·pie)            | Essenza SCV12                                |